# Notonecta reuteri
Notonecta reuteri är en insektsart som beskrevs av Hungerford 1928. Notonecta reuteri ingår i släktet Notonecta, och familjen ryggsimmare. Arten är reproducerande i Sverige.